# Moçambique nos Jogos Olímpicos de Verão de 2004
Moçambique competiu nos Jogos Olímpicos de Verão de 2004, em Atenas, na Grécia.